# Arthur Gehlert
Arthur Gehlert (Johanngeorgenstadt, 5 aprile 1833 – Berlino, 13 gennaio 1904) è stato un imprenditore, politico e compositore di scacchi tedesco.
Era figlio di August Friedrich Gehlert, proprietario di una manifattura di posaterie a Johanngeorgenstadt e attivo nella promozione dei diritti civili in Prussia.
Nel 1858 si stabilì a Chemnitz, dove fondò un'azienda di cardatura e di produzione di feltro.
Nel 1881 fu eletto al Reichstag per il partito conservatore (Deutsche Reichspartei) e da allora si dedicò solo alla politica.
Arthur Gehlert è stato anche un compositore di problemi di scacchi. Aderente alle idee di Johannes Kohtz e Carl Kockelkorn, nel 1903 pubblicò sul settimanale Deutschen Wochenschachs l'articolo "Über das Wesen des Schachproblems", in cui proponeva il superamento della scuola di composizione di Johann Berger, ora nota come "Altdeutsche Schule", in favore della Neudeutsche Schule, che diventò poi nota anche come "Scuola logica di composizione".
Un suo problema:
|   | a | b | c | d | e | f | g | h |   |
| 8 | e8 cavallo del bianco · f8 cavallo del nero · a7 donna del bianco · b7 cavallo del nero · h7 pedone del nero · e6 pedone del nero · e5 re del nero · a4 re del bianco · c4 pedone del bianco · f4 pedone del nero · h4 cavallo del bianco · a3 pedone del nero · c2 alfiere del bianco · f1 torre del nero | e8 cavallo del bianco · f8 cavallo del nero · a7 donna del bianco · b7 cavallo del nero · h7 pedone del nero · e6 pedone del nero · e5 re del nero · a4 re del bianco · c4 pedone del bianco · f4 pedone del nero · h4 cavallo del bianco · a3 pedone del nero · c2 alfiere del bianco · f1 torre del nero | e8 cavallo del bianco · f8 cavallo del nero · a7 donna del bianco · b7 cavallo del nero · h7 pedone del nero · e6 pedone del nero · e5 re del nero · a4 re del bianco · c4 pedone del bianco · f4 pedone del nero · h4 cavallo del bianco · a3 pedone del nero · c2 alfiere del bianco · f1 torre del nero | e8 cavallo del bianco · f8 cavallo del nero · a7 donna del bianco · b7 cavallo del nero · h7 pedone del nero · e6 pedone del nero · e5 re del nero · a4 re del bianco · c4 pedone del bianco · f4 pedone del nero · h4 cavallo del bianco · a3 pedone del nero · c2 alfiere del bianco · f1 torre del nero | e8 cavallo del bianco · f8 cavallo del nero · a7 donna del bianco · b7 cavallo del nero · h7 pedone del nero · e6 pedone del nero · e5 re del nero · a4 re del bianco · c4 pedone del bianco · f4 pedone del nero · h4 cavallo del bianco · a3 pedone del nero · c2 alfiere del bianco · f1 torre del nero | e8 cavallo del bianco · f8 cavallo del nero · a7 donna del bianco · b7 cavallo del nero · h7 pedone del nero · e6 pedone del nero · e5 re del nero · a4 re del bianco · c4 pedone del bianco · f4 pedone del nero · h4 cavallo del bianco · a3 pedone del nero · c2 alfiere del bianco · f1 torre del nero | e8 cavallo del bianco · f8 cavallo del nero · a7 donna del bianco · b7 cavallo del nero · h7 pedone del nero · e6 pedone del nero · e5 re del nero · a4 re del bianco · c4 pedone del bianco · f4 pedone del nero · h4 cavallo del bianco · a3 pedone del nero · c2 alfiere del bianco · f1 torre del nero | e8 cavallo del bianco · f8 cavallo del nero · a7 donna del bianco · b7 cavallo del nero · h7 pedone del nero · e6 pedone del nero · e5 re del nero · a4 re del bianco · c4 pedone del bianco · f4 pedone del nero · h4 cavallo del bianco · a3 pedone del nero · c2 alfiere del bianco · f1 torre del nero | 8 |
| 7 | e8 cavallo del bianco · f8 cavallo del nero · a7 donna del bianco · b7 cavallo del nero · h7 pedone del nero · e6 pedone del nero · e5 re del nero · a4 re del bianco · c4 pedone del bianco · f4 pedone del nero · h4 cavallo del bianco · a3 pedone del nero · c2 alfiere del bianco · f1 torre del nero | e8 cavallo del bianco · f8 cavallo del nero · a7 donna del bianco · b7 cavallo del nero · h7 pedone del nero · e6 pedone del nero · e5 re del nero · a4 re del bianco · c4 pedone del bianco · f4 pedone del nero · h4 cavallo del bianco · a3 pedone del nero · c2 alfiere del bianco · f1 torre del nero | e8 cavallo del bianco · f8 cavallo del nero · a7 donna del bianco · b7 cavallo del nero · h7 pedone del nero · e6 pedone del nero · e5 re del nero · a4 re del bianco · c4 pedone del bianco · f4 pedone del nero · h4 cavallo del bianco · a3 pedone del nero · c2 alfiere del bianco · f1 torre del nero | e8 cavallo del bianco · f8 cavallo del nero · a7 donna del bianco · b7 cavallo del nero · h7 pedone del nero · e6 pedone del nero · e5 re del nero · a4 re del bianco · c4 pedone del bianco · f4 pedone del nero · h4 cavallo del bianco · a3 pedone del nero · c2 alfiere del bianco · f1 torre del nero | e8 cavallo del bianco · f8 cavallo del nero · a7 donna del bianco · b7 cavallo del nero · h7 pedone del nero · e6 pedone del nero · e5 re del nero · a4 re del bianco · c4 pedone del bianco · f4 pedone del nero · h4 cavallo del bianco · a3 pedone del nero · c2 alfiere del bianco · f1 torre del nero | e8 cavallo del bianco · f8 cavallo del nero · a7 donna del bianco · b7 cavallo del nero · h7 pedone del nero · e6 pedone del nero · e5 re del nero · a4 re del bianco · c4 pedone del bianco · f4 pedone del nero · h4 cavallo del bianco · a3 pedone del nero · c2 alfiere del bianco · f1 torre del nero | e8 cavallo del bianco · f8 cavallo del nero · a7 donna del bianco · b7 cavallo del nero · h7 pedone del nero · e6 pedone del nero · e5 re del nero · a4 re del bianco · c4 pedone del bianco · f4 pedone del nero · h4 cavallo del bianco · a3 pedone del nero · c2 alfiere del bianco · f1 torre del nero | e8 cavallo del bianco · f8 cavallo del nero · a7 donna del bianco · b7 cavallo del nero · h7 pedone del nero · e6 pedone del nero · e5 re del nero · a4 re del bianco · c4 pedone del bianco · f4 pedone del nero · h4 cavallo del bianco · a3 pedone del nero · c2 alfiere del bianco · f1 torre del nero | 7 |
| 6 | e8 cavallo del bianco · f8 cavallo del nero · a7 donna del bianco · b7 cavallo del nero · h7 pedone del nero · e6 pedone del nero · e5 re del nero · a4 re del bianco · c4 pedone del bianco · f4 pedone del nero · h4 cavallo del bianco · a3 pedone del nero · c2 alfiere del bianco · f1 torre del nero | e8 cavallo del bianco · f8 cavallo del nero · a7 donna del bianco · b7 cavallo del nero · h7 pedone del nero · e6 pedone del nero · e5 re del nero · a4 re del bianco · c4 pedone del bianco · f4 pedone del nero · h4 cavallo del bianco · a3 pedone del nero · c2 alfiere del bianco · f1 torre del nero | e8 cavallo del bianco · f8 cavallo del nero · a7 donna del bianco · b7 cavallo del nero · h7 pedone del nero · e6 pedone del nero · e5 re del nero · a4 re del bianco · c4 pedone del bianco · f4 pedone del nero · h4 cavallo del bianco · a3 pedone del nero · c2 alfiere del bianco · f1 torre del nero | e8 cavallo del bianco · f8 cavallo del nero · a7 donna del bianco · b7 cavallo del nero · h7 pedone del nero · e6 pedone del nero · e5 re del nero · a4 re del bianco · c4 pedone del bianco · f4 pedone del nero · h4 cavallo del bianco · a3 pedone del nero · c2 alfiere del bianco · f1 torre del nero | e8 cavallo del bianco · f8 cavallo del nero · a7 donna del bianco · b7 cavallo del nero · h7 pedone del nero · e6 pedone del nero · e5 re del nero · a4 re del bianco · c4 pedone del bianco · f4 pedone del nero · h4 cavallo del bianco · a3 pedone del nero · c2 alfiere del bianco · f1 torre del nero | e8 cavallo del bianco · f8 cavallo del nero · a7 donna del bianco · b7 cavallo del nero · h7 pedone del nero · e6 pedone del nero · e5 re del nero · a4 re del bianco · c4 pedone del bianco · f4 pedone del nero · h4 cavallo del bianco · a3 pedone del nero · c2 alfiere del bianco · f1 torre del nero | e8 cavallo del bianco · f8 cavallo del nero · a7 donna del bianco · b7 cavallo del nero · h7 pedone del nero · e6 pedone del nero · e5 re del nero · a4 re del bianco · c4 pedone del bianco · f4 pedone del nero · h4 cavallo del bianco · a3 pedone del nero · c2 alfiere del bianco · f1 torre del nero | e8 cavallo del bianco · f8 cavallo del nero · a7 donna del bianco · b7 cavallo del nero · h7 pedone del nero · e6 pedone del nero · e5 re del nero · a4 re del bianco · c4 pedone del bianco · f4 pedone del nero · h4 cavallo del bianco · a3 pedone del nero · c2 alfiere del bianco · f1 torre del nero | 6 |
| 5 | e8 cavallo del bianco · f8 cavallo del nero · a7 donna del bianco · b7 cavallo del nero · h7 pedone del nero · e6 pedone del nero · e5 re del nero · a4 re del bianco · c4 pedone del bianco · f4 pedone del nero · h4 cavallo del bianco · a3 pedone del nero · c2 alfiere del bianco · f1 torre del nero | e8 cavallo del bianco · f8 cavallo del nero · a7 donna del bianco · b7 cavallo del nero · h7 pedone del nero · e6 pedone del nero · e5 re del nero · a4 re del bianco · c4 pedone del bianco · f4 pedone del nero · h4 cavallo del bianco · a3 pedone del nero · c2 alfiere del bianco · f1 torre del nero | e8 cavallo del bianco · f8 cavallo del nero · a7 donna del bianco · b7 cavallo del nero · h7 pedone del nero · e6 pedone del nero · e5 re del nero · a4 re del bianco · c4 pedone del bianco · f4 pedone del nero · h4 cavallo del bianco · a3 pedone del nero · c2 alfiere del bianco · f1 torre del nero | e8 cavallo del bianco · f8 cavallo del nero · a7 donna del bianco · b7 cavallo del nero · h7 pedone del nero · e6 pedone del nero · e5 re del nero · a4 re del bianco · c4 pedone del bianco · f4 pedone del nero · h4 cavallo del bianco · a3 pedone del nero · c2 alfiere del bianco · f1 torre del nero | e8 cavallo del bianco · f8 cavallo del nero · a7 donna del bianco · b7 cavallo del nero · h7 pedone del nero · e6 pedone del nero · e5 re del nero · a4 re del bianco · c4 pedone del bianco · f4 pedone del nero · h4 cavallo del bianco · a3 pedone del nero · c2 alfiere del bianco · f1 torre del nero | e8 cavallo del bianco · f8 cavallo del nero · a7 donna del bianco · b7 cavallo del nero · h7 pedone del nero · e6 pedone del nero · e5 re del nero · a4 re del bianco · c4 pedone del bianco · f4 pedone del nero · h4 cavallo del bianco · a3 pedone del nero · c2 alfiere del bianco · f1 torre del nero | e8 cavallo del bianco · f8 cavallo del nero · a7 donna del bianco · b7 cavallo del nero · h7 pedone del nero · e6 pedone del nero · e5 re del nero · a4 re del bianco · c4 pedone del bianco · f4 pedone del nero · h4 cavallo del bianco · a3 pedone del nero · c2 alfiere del bianco · f1 torre del nero | e8 cavallo del bianco · f8 cavallo del nero · a7 donna del bianco · b7 cavallo del nero · h7 pedone del nero · e6 pedone del nero · e5 re del nero · a4 re del bianco · c4 pedone del bianco · f4 pedone del nero · h4 cavallo del bianco · a3 pedone del nero · c2 alfiere del bianco · f1 torre del nero | 5 |
| 4 | e8 cavallo del bianco · f8 cavallo del nero · a7 donna del bianco · b7 cavallo del nero · h7 pedone del nero · e6 pedone del nero · e5 re del nero · a4 re del bianco · c4 pedone del bianco · f4 pedone del nero · h4 cavallo del bianco · a3 pedone del nero · c2 alfiere del bianco · f1 torre del nero | e8 cavallo del bianco · f8 cavallo del nero · a7 donna del bianco · b7 cavallo del nero · h7 pedone del nero · e6 pedone del nero · e5 re del nero · a4 re del bianco · c4 pedone del bianco · f4 pedone del nero · h4 cavallo del bianco · a3 pedone del nero · c2 alfiere del bianco · f1 torre del nero | e8 cavallo del bianco · f8 cavallo del nero · a7 donna del bianco · b7 cavallo del nero · h7 pedone del nero · e6 pedone del nero · e5 re del nero · a4 re del bianco · c4 pedone del bianco · f4 pedone del nero · h4 cavallo del bianco · a3 pedone del nero · c2 alfiere del bianco · f1 torre del nero | e8 cavallo del bianco · f8 cavallo del nero · a7 donna del bianco · b7 cavallo del nero · h7 pedone del nero · e6 pedone del nero · e5 re del nero · a4 re del bianco · c4 pedone del bianco · f4 pedone del nero · h4 cavallo del bianco · a3 pedone del nero · c2 alfiere del bianco · f1 torre del nero | e8 cavallo del bianco · f8 cavallo del nero · a7 donna del bianco · b7 cavallo del nero · h7 pedone del nero · e6 pedone del nero · e5 re del nero · a4 re del bianco · c4 pedone del bianco · f4 pedone del nero · h4 cavallo del bianco · a3 pedone del nero · c2 alfiere del bianco · f1 torre del nero | e8 cavallo del bianco · f8 cavallo del nero · a7 donna del bianco · b7 cavallo del nero · h7 pedone del nero · e6 pedone del nero · e5 re del nero · a4 re del bianco · c4 pedone del bianco · f4 pedone del nero · h4 cavallo del bianco · a3 pedone del nero · c2 alfiere del bianco · f1 torre del nero | e8 cavallo del bianco · f8 cavallo del nero · a7 donna del bianco · b7 cavallo del nero · h7 pedone del nero · e6 pedone del nero · e5 re del nero · a4 re del bianco · c4 pedone del bianco · f4 pedone del nero · h4 cavallo del bianco · a3 pedone del nero · c2 alfiere del bianco · f1 torre del nero | e8 cavallo del bianco · f8 cavallo del nero · a7 donna del bianco · b7 cavallo del nero · h7 pedone del nero · e6 pedone del nero · e5 re del nero · a4 re del bianco · c4 pedone del bianco · f4 pedone del nero · h4 cavallo del bianco · a3 pedone del nero · c2 alfiere del bianco · f1 torre del nero | 4 |
| 3 | e8 cavallo del bianco · f8 cavallo del nero · a7 donna del bianco · b7 cavallo del nero · h7 pedone del nero · e6 pedone del nero · e5 re del nero · a4 re del bianco · c4 pedone del bianco · f4 pedone del nero · h4 cavallo del bianco · a3 pedone del nero · c2 alfiere del bianco · f1 torre del nero | e8 cavallo del bianco · f8 cavallo del nero · a7 donna del bianco · b7 cavallo del nero · h7 pedone del nero · e6 pedone del nero · e5 re del nero · a4 re del bianco · c4 pedone del bianco · f4 pedone del nero · h4 cavallo del bianco · a3 pedone del nero · c2 alfiere del bianco · f1 torre del nero | e8 cavallo del bianco · f8 cavallo del nero · a7 donna del bianco · b7 cavallo del nero · h7 pedone del nero · e6 pedone del nero · e5 re del nero · a4 re del bianco · c4 pedone del bianco · f4 pedone del nero · h4 cavallo del bianco · a3 pedone del nero · c2 alfiere del bianco · f1 torre del nero | e8 cavallo del bianco · f8 cavallo del nero · a7 donna del bianco · b7 cavallo del nero · h7 pedone del nero · e6 pedone del nero · e5 re del nero · a4 re del bianco · c4 pedone del bianco · f4 pedone del nero · h4 cavallo del bianco · a3 pedone del nero · c2 alfiere del bianco · f1 torre del nero | e8 cavallo del bianco · f8 cavallo del nero · a7 donna del bianco · b7 cavallo del nero · h7 pedone del nero · e6 pedone del nero · e5 re del nero · a4 re del bianco · c4 pedone del bianco · f4 pedone del nero · h4 cavallo del bianco · a3 pedone del nero · c2 alfiere del bianco · f1 torre del nero | e8 cavallo del bianco · f8 cavallo del nero · a7 donna del bianco · b7 cavallo del nero · h7 pedone del nero · e6 pedone del nero · e5 re del nero · a4 re del bianco · c4 pedone del bianco · f4 pedone del nero · h4 cavallo del bianco · a3 pedone del nero · c2 alfiere del bianco · f1 torre del nero | e8 cavallo del bianco · f8 cavallo del nero · a7 donna del bianco · b7 cavallo del nero · h7 pedone del nero · e6 pedone del nero · e5 re del nero · a4 re del bianco · c4 pedone del bianco · f4 pedone del nero · h4 cavallo del bianco · a3 pedone del nero · c2 alfiere del bianco · f1 torre del nero | e8 cavallo del bianco · f8 cavallo del nero · a7 donna del bianco · b7 cavallo del nero · h7 pedone del nero · e6 pedone del nero · e5 re del nero · a4 re del bianco · c4 pedone del bianco · f4 pedone del nero · h4 cavallo del bianco · a3 pedone del nero · c2 alfiere del bianco · f1 torre del nero | 3 |
| 2 | e8 cavallo del bianco · f8 cavallo del nero · a7 donna del bianco · b7 cavallo del nero · h7 pedone del nero · e6 pedone del nero · e5 re del nero · a4 re del bianco · c4 pedone del bianco · f4 pedone del nero · h4 cavallo del bianco · a3 pedone del nero · c2 alfiere del bianco · f1 torre del nero | e8 cavallo del bianco · f8 cavallo del nero · a7 donna del bianco · b7 cavallo del nero · h7 pedone del nero · e6 pedone del nero · e5 re del nero · a4 re del bianco · c4 pedone del bianco · f4 pedone del nero · h4 cavallo del bianco · a3 pedone del nero · c2 alfiere del bianco · f1 torre del nero | e8 cavallo del bianco · f8 cavallo del nero · a7 donna del bianco · b7 cavallo del nero · h7 pedone del nero · e6 pedone del nero · e5 re del nero · a4 re del bianco · c4 pedone del bianco · f4 pedone del nero · h4 cavallo del bianco · a3 pedone del nero · c2 alfiere del bianco · f1 torre del nero | e8 cavallo del bianco · f8 cavallo del nero · a7 donna del bianco · b7 cavallo del nero · h7 pedone del nero · e6 pedone del nero · e5 re del nero · a4 re del bianco · c4 pedone del bianco · f4 pedone del nero · h4 cavallo del bianco · a3 pedone del nero · c2 alfiere del bianco · f1 torre del nero | e8 cavallo del bianco · f8 cavallo del nero · a7 donna del bianco · b7 cavallo del nero · h7 pedone del nero · e6 pedone del nero · e5 re del nero · a4 re del bianco · c4 pedone del bianco · f4 pedone del nero · h4 cavallo del bianco · a3 pedone del nero · c2 alfiere del bianco · f1 torre del nero | e8 cavallo del bianco · f8 cavallo del nero · a7 donna del bianco · b7 cavallo del nero · h7 pedone del nero · e6 pedone del nero · e5 re del nero · a4 re del bianco · c4 pedone del bianco · f4 pedone del nero · h4 cavallo del bianco · a3 pedone del nero · c2 alfiere del bianco · f1 torre del nero | e8 cavallo del bianco · f8 cavallo del nero · a7 donna del bianco · b7 cavallo del nero · h7 pedone del nero · e6 pedone del nero · e5 re del nero · a4 re del bianco · c4 pedone del bianco · f4 pedone del nero · h4 cavallo del bianco · a3 pedone del nero · c2 alfiere del bianco · f1 torre del nero | e8 cavallo del bianco · f8 cavallo del nero · a7 donna del bianco · b7 cavallo del nero · h7 pedone del nero · e6 pedone del nero · e5 re del nero · a4 re del bianco · c4 pedone del bianco · f4 pedone del nero · h4 cavallo del bianco · a3 pedone del nero · c2 alfiere del bianco · f1 torre del nero | 2 |
| 1 | e8 cavallo del bianco · f8 cavallo del nero · a7 donna del bianco · b7 cavallo del nero · h7 pedone del nero · e6 pedone del nero · e5 re del nero · a4 re del bianco · c4 pedone del bianco · f4 pedone del nero · h4 cavallo del bianco · a3 pedone del nero · c2 alfiere del bianco · f1 torre del nero | e8 cavallo del bianco · f8 cavallo del nero · a7 donna del bianco · b7 cavallo del nero · h7 pedone del nero · e6 pedone del nero · e5 re del nero · a4 re del bianco · c4 pedone del bianco · f4 pedone del nero · h4 cavallo del bianco · a3 pedone del nero · c2 alfiere del bianco · f1 torre del nero | e8 cavallo del bianco · f8 cavallo del nero · a7 donna del bianco · b7 cavallo del nero · h7 pedone del nero · e6 pedone del nero · e5 re del nero · a4 re del bianco · c4 pedone del bianco · f4 pedone del nero · h4 cavallo del bianco · a3 pedone del nero · c2 alfiere del bianco · f1 torre del nero | e8 cavallo del bianco · f8 cavallo del nero · a7 donna del bianco · b7 cavallo del nero · h7 pedone del nero · e6 pedone del nero · e5 re del nero · a4 re del bianco · c4 pedone del bianco · f4 pedone del nero · h4 cavallo del bianco · a3 pedone del nero · c2 alfiere del bianco · f1 torre del nero | e8 cavallo del bianco · f8 cavallo del nero · a7 donna del bianco · b7 cavallo del nero · h7 pedone del nero · e6 pedone del nero · e5 re del nero · a4 re del bianco · c4 pedone del bianco · f4 pedone del nero · h4 cavallo del bianco · a3 pedone del nero · c2 alfiere del bianco · f1 torre del nero | e8 cavallo del bianco · f8 cavallo del nero · a7 donna del bianco · b7 cavallo del nero · h7 pedone del nero · e6 pedone del nero · e5 re del nero · a4 re del bianco · c4 pedone del bianco · f4 pedone del nero · h4 cavallo del bianco · a3 pedone del nero · c2 alfiere del bianco · f1 torre del nero | e8 cavallo del bianco · f8 cavallo del nero · a7 donna del bianco · b7 cavallo del nero · h7 pedone del nero · e6 pedone del nero · e5 re del nero · a4 re del bianco · c4 pedone del bianco · f4 pedone del nero · h4 cavallo del bianco · a3 pedone del nero · c2 alfiere del bianco · f1 torre del nero | e8 cavallo del bianco · f8 cavallo del nero · a7 donna del bianco · b7 cavallo del nero · h7 pedone del nero · e6 pedone del nero · e5 re del nero · a4 re del bianco · c4 pedone del bianco · f4 pedone del nero · h4 cavallo del bianco · a3 pedone del nero · c2 alfiere del bianco · f1 torre del nero | 1 |
|   | a | b | c | d | e | f | g | h |   |

Soluzione:
1. Dg1 !  (min. 2. Dg7#)
1. ...Txg1  2. Cf3# 

1. ...f3    2. De3# 

1. ...Cd7  2. Dg7+ Cf6  3. Dxf6# 
 
1. ...Cg6  2. Rxa3!  (Zugzwang) 

  (2. ...Tb1/c1/d1  3. Cf3#) 

  (2. ...Tf2  3. Da1#) 